# Škoda 706 R
| Škoda | Škoda                                                                            |
| --- | -------------------------------------------------------------------------------- |
| |                                                                                  |
| Škoda 706 R |                                                                                  |
| Bauzeit: | 1947–1958                                                                        |
| Stückzahl: | 28.400                                                                           |
| Entwicklungsland: | Tschechoslowakei                                                                 |
| Motor |                                                                                  |
| Typ | 6-Zylinder-Viertakt-Dieselmotor, Reihenanordnung in Längsrichtung, wassergekühlt |
| Hubraum | 11.781 cm3                                                                       |
| Bohrung/Hub | 125/160 mm                                                                       |
| Höchstleistung | 106,6 kW (145 PS) bei 1.800/min                                                  |
| max. Drehmoment | 593 Nm bei 1.300/min                                                             |
| Kraftstofftank | 150 l                                                                            |
| Kraftübertragung |                                                                                  |
| Zweischeiben-Trockenkupplung mit mechanischer Abschaltung, hydraulisch betätigt, mechanisches 5-Gang-Getriebe ohne Synchronisation, Hinterradachse angetrieben |                                                                                  |
| Fahrgestell |                                                                                  |
| Leiterrahmen aus rechteckigen Stahlprofilen, Pendelachsen, Reifen 11.00–20, Vorderachse mit mechanischer Schneckenlenkung ausgeführt und als Starrachse hergestellt, keine Lenkhilfe vorhanden, Hinterradachse als Starrachse ausgeführt sowie mit Längsblattfeder abgefedert. |                                                                                  |
| Bremsen |                                                                                  |
| pneumatische Zweikreis-Betriebsbremsanlage (lastabhängig) mit Trommelbremsen, Feststellbremse mit Sperrklinke auf die Hinterräder wirkend, Motorbremse |                                                                                  |
| Aufbau |                                                                                  |
| Langhauberbauweise, feststehendes Führerhaus, 3 Sitze, 2 Türen, geteilte Frontscheibe, Scheibenwischer ursprünglich nur auf der Fahrerseite, später auch auf Beifahrerseite |                                                                                  |
| Abmessungen, Gewichte und Fahrleistungen (Pritschenwagen) |                                                                                  |
| Länge / Breite / Höhe | 8.285 / 2.500 / 2.400 mm                                                         |
| Radstand | 5.000 mm                                                                         |
| Bereifung | 12.00–22, vorn Einfach- hinten Zwillingsbereifung                                |
| Spurweite v/h | 1.930/ 1.815 mm                                                                  |
| Bodenfreiheit | 250 mm                                                                           |
| Leergewicht | 9.000 kg                                                                         |
| Nutzlast | 7.350 kg                                                                         |
| Anhängelast | 5.000 kg                                                                         |
| Höchstgeschwindigkeit | 55 km/h                                                                          |
| Verbrauch | ca. 32 l pro 100 km                                                              |

Der Škoda 706 R war ein Lastkraftwagen des tschechoslowakischen Nutzfahrzeugherstellers Škoda. Er entstand aus dem Lkw Škoda 706 aus den Jahren 1939–1945 und wurde von 1947 bis 1958 produziert. Ab 1957 wurde er von dem Frontlenker Škoda 706 RT abgelöst.

## Entstehungsgeschichte und Einsatzgebiet
Der Škoda 706 R war eine Weiterentwicklung von dem Lastkraftwagen Škoda 706, der vor dem Zweiten Weltkrieg im Hauptwerk von Škoda in Pilsen hergestellt wurde. Nach der Zerstörung des Pilsener Werkes lief nach 1947 die Produktion im Werk von Avia zunächst wieder an. Ab 1951 wurde die Produktion in den neu gegründeten Werken von LIAZ im Stammwerk Liberec übergeben. Durch konstruktive Verbesserungen am Fahrwerk konnte so eine Erhöhung der Nutzlast auf 9.000 kg erreicht werden.
Die Produktion beruhte ansonsten auf der Vorkriegsvariante. Die Bezeichnung gibt dies zu erkennen mit dem Zusatz "R", was rekonstruiert bedeutete und umfasste folgende Ausführungsarten:
- Pritschenwagen mit 7.300 kg bzw. 9.000 kg Nutzlast
- Dreiseitenkipper mit 6.500 kg bzw. 8.000 kg Nutzlast
- Omnibus mit Frontlenkerausführung und der Bezeichnung Škoda 706 RO (auf dem Rahmen des Busses wurden auch großvolumige Möbelwagen hergestellt)[1]
- Müllwagen mit Frontlenkerausführung und der Bezeichnung Škoda 706 ROK

Zusätzlich wurden zu diesen Basisversionen noch einige Sonderversionen wie mobile Krankenwagen, Röntgenstationen, Verkaufswagen usw. zur Versorgung des ländlichen Raumes hergestellt. Insgesamt wurden von den bis 1958 gebauten Fahrzeugen 28.400 Lastkraftwagen und Busse hergestellt. Die Fahrzeuge waren nach dem Zweiten Weltkrieg die einzigen Schwerlasttransportwagen im zivilen Bereich. Im Einsatz erhielten die Fahrzeuge den Spitznamen Barci. Der Einsatz der Lastkraftwagen erfolgte vorrangig auf Großbaustellen. Ein Großteil der Pritschen- und Kipperfahrzeuge wurden zwischen 1951 und 1956 auch von der DDR importiert.

## Technik

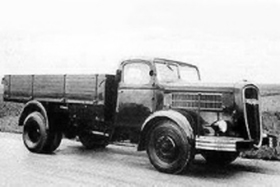
Foto des Vorkriegsmodelles Škoda 706

Die angegebenen technischen Daten beziehen sich auf den Pritschenwagen. Gegenüber dem Vorkriegsmodell Škoda 706 wurde der bewährte Aufbau nochmals verstärkt, sodass Traglasten bis zu 9.000 kg erreicht wurden. Auch der robuste, nach dem Wirbelkammerverfahren arbeitende Dieselmotor wurde gegenüber dem Vorkriegsmodell überarbeitet. Das Getriebe hatte ein zur damaligen Zeit typisches unsynchronisiertes 5-Gang-Getriebe mit einem Rückwärtsgang auf die Hinterradachse ausgeführt, es besaß ein Differential.
Das Fahrerhaus war eine gemischte Konstruktion. Es bestand aus einem Grundrahmen aus Hartholz beplankt mit Blech. In seinem Inneren waren neben der Pritsche für die dreiköpfige Besatzung unter der Sitzbank die Starterbatterie und der Treibstofftank in einem extra Holzrahmen untergebracht. Die Sitzbank war zweiteilig mit Kunstleder bezogen. Die Lenkung war für ein Schwerlastfahrzeug noch ohne Lenkhilfe ausgeführt. Dafür war das Lenkrad so groß ausgeführt, dass einige Fahrer hindurchschauen konnten.
Die Ladefläche und die Bordwände waren bei dem Pritschenwagen aus Holz hergestellt. Bei dem Dreiseitenkipper war die Ladefläche eine Ganzstahlkonstruktion, die hydraulisch angehoben werden konnte. Der Antrieb für die hydraulische Anlage wurde durch eine Vorgelegewelle des Wechselgetriebes realisiert und vom Fahrer durch einen Hebel neben dem Lenkrad aktiviert. Bei den Modellen des Lastwagens waren die Aufbauten in dunkelgrüner Farbe, der Rahmen und die Räder in schwarz gespritzt.
Der Ölverbrauch des Motors wurde mit 0,8 Litern auf 100 Kilometern angegeben, die maximale Steigfähigkeit betrug 32 % (mit einem Anhänger und 5 t Gewicht 20 %), der Wendekreis des Lastkraftwagens wurde mit 21 m angegeben.